# Chapelle Jean-XXIII de Clichy-sous-Bois
La chapelle et salle paroissiale Jean-XXIII située allée Fernand-Lindet à Clichy-sous-Bois est un édifice religieux de Seine-Saint-Denis affecté au culte catholique. Elle est consacrée à Jean XXIII.
C'est un bâtiment de plan rectangulaire et au toit en pente, et dont la façade est ornée d'une croix. À proximité immédiate, se trouve la chapelle Notre-Dame-des-Anges. La Mission chaldéenne en France y célèbre un office hebdomadaire.
Le prolongement de la ligne 4 du tramway d'Île-de-France entraîne la relocalisation de la chapelle. 
En 2023, une nouvelle église est bâtie sur un lieu de pèlerinage marial, dédié de la chapelle Notre-Dame-des-Anges. L'Œuvre des Chantiers du Cardinal ont apporté un important soutien financier à la construction de cet édifice, baptisé Saint-Jean XXIII. 